# Škofija Whitehorse
Škofija Whitehorse je rimskokatoliška škofija s sedežem v Whitehorsu (Kanada).

## Geografija
Škofija zajame področje 723.515 km² s 43.600 prebivalci, od katerih je 8.500 rimokatoličanov (19,5 % vsega prebivalstva).
Škofija se nadalje deli na 23 župnij.

## Škofje
- James Philip Mulvihill (18. december 1965–15. oktober 1971)
- Hubert Patrick O'Connor (15. oktober 1971–9. junij 1986)
- Thomas Joseph Lobsinger (3. julij 1987–15. april 2000)
- Gary Michael Gordon (5. maj 2006–14. junij 2014)
- Héctor Felipe Vila (27. november 2015–danes)